# Final da Taça Guanabara de 2013
A final da Taça Guanabara de 2013 definiu o campeão do primeiro turno e o primeiro finalista do Campeonato Carioca de 2013. Foi decidida por Vasco da Gama e Botafogo em partida única no Estádio Nilton Santos.
O vencedor foi o Botafogo ao derrotar, na final, o Vasco da Gama por 1 a 0 com gol de Lucas aos 35 minutos do 2º tempo.

## Campanhas
O Vasco da Gama teve a melhor campanha do grupo A da Taça Guanabara na fase de grupos, vencendo cinco das oito partidas disputadas. O Botafogo foi o segundo colocado do grupo A com quatro vitórias. As campanhas na fase de grupos:
| Gr. | Pos | Time          | PG | J | V | E | D | GP | GS | SG  |
| --- | --- | ------------- | -- | - | - | - | - | -- | -- | --- |
| A   | 1   | Vasco da Gama | 16 | 8 | 5 | 1 | 2 | 18 | 11 | +7  |
| A   | 2   | Botafogo      | 15 | 8 | 4 | 3 | 1 | 17 | 7  | +10 |

Nas semifinal, o Vasco da Gama venceu o Fluminense por 3 a 2, mesmo jogando pelo empate, por ter melhor campanha na fase de grupos. Na outra semifinal, o Botafogo venceu por 2 a 0 o Flamengo, que tinha a melhor campanha e, por isso, jogava pelo empate.
Por ter melhor campanha, o Vasco da Gama disputará a final com a vantagem do empate.

## Histórico de confrontos

### Nesta edição
Como as duas equipes finalistas pertenciam ao mesmo grupo, não houve confronto entre elas. Só aconteceram confrontos entre clubes de grupos distintos.

### Geral
| Classificação | Classificação | Classificação | Classificação | Classificação | Classificação | Classificação | Classificação |
| Time          | J             | V             | E             | D             | GP            | GS            | SV            |
| ------------- | ------------- | ------------- | ------------- | ------------- | ------------- | ------------- | ------------- |
| Vasco da Gama | 262           | 113           | 80            | 69            | 394           | 331           | +44           |
| Botafogo      | 262           | 69            | 80            | 113           | 331           | 394           | -44           |

#### Última partida
Campeonato Brasileiro de 2012
| 18 de outubro de 2012 | Botafogo                              | 3 – 2 | Vasco da Gama           | Estádio do Engenhão, Rio de Janeiro            |
| 21:00                 | Elkeson 29' · Bruno Mendes 74', 90+2' |       | Carlos Alberto 24', 37' | Público: 5 015 Árbitro: RJ Rodrigo Nunes de Sá |

### No Campeonato Carioca
| Classificação | Classificação | Classificação | Classificação | Classificação | Classificação | Classificação | Classificação |
| Time          | J             | V             | E             | D             | GP            | GS            | SV            |
| ------------- | ------------- | ------------- | ------------- | ------------- | ------------- | ------------- | ------------- |
| Vasco da Gama | 198           | 83            | 59            | 56            | 301           | 251           | +27           |
| Botafogo      | 198           | 56            | 59            | 83            | 251           | 301           | -27           |

#### Última partida
Taça Rio de 2012 - 4ª rodada
| 18 de março | Botafogo                      | 3 – 1  | Vasco da Gama        | Estádio do Engenhão, Rio de Janeiro                |
| 18:30       | Fellype Gabriel 34', 39', 72' | Súmula | Fellipe Bastos 90+3' | Público: 11 941 Árbitro: RJ João Batista de Arruda |

## A partida
| 10 de março | Vasco da Gama | 0 – 1  | Botafogo  | Estádio do Engenhão, Rio de Janeiro                     |
| 16:00       |               | Súmula | Lucas 80' | Público: 39 400 Árbitro: RJ Wagner Nascimento Magalhães |

| Vasco | Botafogo |

| G          | 12 | Alessandro     |     |     |
| LD         | 4  | Nei            |     |     |
| Z          | 26 | Dedé           |     |     |
| Z          | 33 | Renato Silva   |     |     |
| LE         | 18 | Thiago Feltri  | 71' | 39' |
| V          | 22 | Abuda          |     | 52' |
| V          | 17 | Wendel         | 83' | 18' |
| V          | 8  | Pedro Ken      |     |     |
| M          | 10 | Carlos Alberto |     | 63' |
| M          | 31 | Bernardo       | 83' |     |
| A          | 7  | Éder Luís      |     | 42' |
| Reservas:  |    |                |     |     |
| G          | 1  | Michel Alves   |     |     |
| Z          | 13 | André Ribeiro  |     |     |
| LD         | 2  | Elsinho        |     |     |
| V          | 21 | Fellipe Bastos | 71' |     |
| M          | 30 | Marlone        |     |     |
| M          | 87 | Dakson         | 83' |     |
| A          | 20 | Romário        | 83' |     |
| Treinador: |    |                |     |     |
| Gaúcho     |    |                |     |     |

| G                   | 1  | Jefferson       |     | 89' |
| LD                  | 2  | Lucas           |     |     |
| Z                   | 4  | Bolívar         |     |     |
| Z                   | 21 | Dória           |     |     |
| LE                  | 26 | Júlio César     |     |     |
| V                   | 5  | Marcelo Mattos  | 46' | 44' |
| V                   | 15 | Gabriel         |     |     |
| M                   | 10 | Seedorf         |     | 87' |
| M                   | 11 | Fellype Gabriel |     |     |
| M                   | 14 | Lodeiro         | 86' |     |
| A                   | 20 | Rafael Marques  | 65' |     |
| Reservas:           |    |                 |     |     |
| G                   | 12 | Renan           |     |     |
| Z                   | 19 | André Bahia     | 86' |     |
| LE                  | 16 | Lima            |     |     |
| V                   | 18 | Jadson          |     |     |
| A                   | 7  | Bruno Mendes    | 65' |     |
| A                   | 9  | Henrique        |     |     |
| A                   | 31 | Vitinho         | 46' |     |
| Treinador:          |    |                 |     |     |
| Oswaldo de Oliveira |    |                 |     |     |

## Premiação
| Taça Guanabara de 2013       |
| Rio de Janeiro               |
| ---------------------------- |
| BOTAFOGO Campeão (7º título) |